# Hanna Gujwan
Hanna Gujwan (ur. 23 kwietnia 1992 w Horodkiwce) – polska zawodniczka MMA, muay thai oraz kick-bokserka walcząca w formule K-1, pochodzenia ukraińskiego. Medalistka regionalnych Mistrzostw Polski w Wushu  i Sanda, trzykrotna Mistrzyni Polski IFMA muay thai, Wicemistrzyni Świata WKF muay thai, Mistrzyni Europy WKF K-1 oraz zdobywczyni złotego medalu na NAGA Grappling Championship.

## Osiągnięcia[1]
- Złoty medal – V Otwarte Mistrzostwa  Śląska Wushu Sanda w Radlinie 2010 rok
- Złoty medal – 8 Wielki Międzynarodowy Festiwal Wushu, XV Międzynarodowe Mistrzostwa Polski Wushu 2011 rok
- Złoty medal – Ogólnopolskie Mistrzostwa Podkarpacia Wushu Sanda 2011 r., 2013 r., 2014 rok
- Złoty medal – VI Otwarte Mistrzostwa Śląska Wushu Sanda 2011 rok
- Srebrny medal – 9 Wielki Międzynarodowy Festiwal Wushu, Międzynarodowe Mistrzostwa Polski Wushu 2012 rok
- Brązowy medal – XVI Puchar Polski Wushu Sanda 2012 rok
- Wygrana walka zawodowa na gali Fight Time I Niepołomice 2014 rok
- Złoty medal – Mistrzostwa Polski Muay Thai IFMA (Świebodzice) 2014 rok i 2015 rok (Wieliczka).
- Srebrny medal – Mistrzostwa Świata WKF Thaiboxing Czechy 2014 rok
- Złoty medal – Puchar Świata K1 WKF w Chorwacji 2014 rok i 2015 rok
- Wygrana walka o tytuł Mistrzyni Polski Pro-Am Muay Thai – Warszawa 2015 rok
- Srebrny medal – Puchar Polski MMA Sochaczew  2015 rok
- Złoty medal – Mistrzostwa Europy WKF K-1 Dunajvaros 2015 rok

## Lista walk w MMA

### Zawodowe
| Wynik     | Bilans | Przeciwnik (bilans przed walką) | Rozstrzygnięcie                | Runda | Czas | Rozgrywki                                         | Data       | Miejsce | Uwagi                  |
| --------- | ------ | ------------------------------- | ------------------------------ | ----- | ---- | ------------------------------------------------- | ---------- | ------- | ---------------------- |
| Wygrana   | 2-5    | Fee Chrystal (1-1)              | Poddanie (duszenie zza pleców) | 2     | ?    | Evolution of Combat 6                             | 15.02.2020 | Glasgow | Limit umowny (49 kg)   |
| Przegrana | 1-5    | Olga Michalska (1-0)            | Decyzja (jednogłośna)          | 3     | 5:00 | Babilon MMA 11: Skibiński vs. Nalgiev             | 13.12.2019 | Radom   | Limit umowny (52,5 kg) |
| Przegrana | 1-4    | Anita Bekus (0-0)               | Decyzja (jednogłośna)          | 3     | 5:00 | Envio Fight Night '19                             | 22.09.2018 | Toruń   | Waga słomkowa          |
| Przegrana | 1-3    | Claire Lopez 2-0)               | Poddanie (duszenie gilotynowe) | 1     | 0:51 | Ladies Fight Night 9: Tic Tac Toe                 | 12.05.2018 | Wrocław | Limit umowny (53,5 kg) |
| Przegrana | 1-2    | Minna Grusander (4-1)           | Poddanie (duszenie zza pleców) | 2     | 2:10 | Ladies Fight Night 8: Double Trouble 2            | 16.12.2017 | Łódź    | Limit umowny (50 kg)   |
| Przegana  | 1-1    | Rena Kubota (2-0)               | KO (kopnięcie na tułów)        | 3     | 2:47 | RIZIN Fighting World Grand Prix 2016: Final Round | 31.12.2016 | Saitama | Limit umowny (49 kg)   |
| Wygrana   | 1-0    | Diana Tapałaj (0-0)             | Poddanie (duszenie zza pleców) | 2     | 2:43 | Ladies Fight Night 2: That's All Folks            | 01.04.2016 | Łódź    | Waga słomkowa          |

### Amatorskie
| Wynik     | Bilans | Przeciwnik (bilans przed walką) | Rozstrzygnięcie                | Runda | Czas | Rozgrywki                            | Data       | Miejsce   | Uwagi         |
| --------- | ------ | ------------------------------- | ------------------------------ | ----- | ---- | ------------------------------------ | ---------- | --------- | ------------- |
| Przegrana | 2-4    | Ewelina Woźniak (6-2)           | Decyzja (jednogłośna)          | 3     | 3:00 | Extra Gala MMA - Night of Champions  | 07.10.2017 | Poznań    | Waga słomkowa |
| Przegrana | 2-3    | Dorota Norek (1-1)              | Decyzja (jednogłośna)          | 3     | 3:00 | Poznańska Gala Niepodległości        | 12.11.2016 | Poznań    | Waga słomkowa |
| Wygrana   | 2-2    | Natalia Jędrysiak (2-4)         | KO (kopnięcie na głowę)        | 1     | 0:47 | Night of Heroes 4                    | 03.06.2016 | Sosnowiec | Waga słomkowa |
| Przegrana | 1-2    | Kinga Jendrasik (4-1)           | Poddanie (duszenie zza pleców) | 2     | 0:51 | Ladies Fight Night 1: Hilton Edition | 18.12.2015 | Łódź      | Waga słomkowa |
| Przegrana | 1-1    | Dajana Korzeń (1-0)             | Poddanie (duszenie zza pleców) | 1     | 1:15 | ALMMA 84: Puchar Polski MMA          | 31.05.2015 | Sochaczew | Waga słomkowa |
| Wygrana   | 1-0    | Magdalena Pawlak (0-2)          | Decyzja                        | 1     | 4:00 | ALMMA 84: Puchar Polski MMA          | 31.05.2015 | Sochaczew | Waga słomkowa |

## Lista walk w kickboxingu
| Wynik     | Bilans | Przeciwnik          | Rozstrzygnięcie       | Runda | Czas | Rozgrywki                          | Data       | Miejsce  | Uwagi                |
| --------- | ------ | ------------------- | --------------------- | ----- | ---- | ---------------------------------- | ---------- | -------- | -------------------- |
| Przegrana | 2-2    | Barbara Nalepka     | Decyzja (jednogłośna) | 3     | 3:00 | FEN 37: Energa Fight Night Wrocław | 27.11.2021 | Wrocław  | Waga słomkowa        |
| Przegrana | 2-1    | Barbara Nalepka     | Decyzja (jednogłośna) | 3     | 3:00 | FEN 30: Lotos Fight Night Wrocław  | 10.03.2020 | Wrocław  | Limit umowny (49 kg) |
| Wygrana   | 2-0    | Natalia Leciejewska | Decyzja (jednogłośna) | 3     | 3:00 | Ladies Fight Night 5: Five Points  | 04.08.2017 | Warszawa | Limit umowny (50 kg) |
| Wygrana   | 1-0    | Paulina Maj         | Decyzja (jednogłośna) | 3     | 3:00 | Ladies Fight Night 3: FeMMAgeddon  | 09.10.2016 | Warszawa | Waga słomkowa        |

## Lista walk w shoot boxingu
| Wynik     | Bilans | Przeciwnik  | Rozstrzygnięcie       | Runda | Czas | Rozgrywki                      | Data       | Miejsce | Uwagi                |
| --------- | ------ | ----------- | --------------------- | ----- | ---- | ------------------------------ | ---------- | ------- | -------------------- |
| Przegrana | 0-1    | Mio Tsunura | Decyzja (jednogłośna) | 2     |      | Shoot Boxing Girl's S-Cup 2017 | 07.07.2017 | Tokio   | Limit umowny (49 kg) |

Źródło bilansu walk